# Vaksince
Vaksince (mazedonisch Ваксинце; albanisch Vaksinca) ist ein albanisches Dorf im nördlichen Nordmazedonien in unmittelbarer Nähe des Grenzübergangs Tabanovce nach Serbien. 10 km südlich von Vaksince liegt die Stadt Kumanovo.
Das Dorf wurde auf einem Bergpass erbaut; es breitete sich wegen Platzmangels und stetiger Steigerung der Einwohnerzahl immer weiter in das Flachland aus. Vaksince hat ungefähr 2500 Einwohner, die alle albanischsprachig sind.
Geografie und Bevölkerung:
Das Dorf Vaksince wurde auf einem Bergpass erbaut und hat sich aufgrund von Platzmangel und einer stetigen Zunahme der Einwohnerzahl weiterhin in das umliegende Flachland ausgebreitet. Es befindet sich in einer malerischen und hügeligen Landschaft, die von sanften Hügeln und fruchtbaren Feldern geprägt ist. Die natürliche Schönheit der Umgebung trägt zur Attraktivität des Dorfes bei.
Vaksince hat eine Bevölkerung von ungefähr 2500 Einwohnern, die alle albanischsprachig sind. Die albanische Kultur und Identität sind in Vaksince stark präsent, und die meisten Einwohner pflegen ihre albanischen Traditionen und Bräuche. Die ethnische Homogenität des Dorfes spiegelt sich in der allgemeinen albanischen Bevölkerungskonzentration in der Region wider.
Wirtschaft und Infrastruktur:
Die Wirtschaft von Vaksince basiert hauptsächlich auf Landwirtschaft, Viehzucht und Handel. Die fruchtbaren Böden ermöglichen den Anbau verschiedener landwirtschaftlicher Erzeugnisse wie Getreide, Obst und Gemüse. Die Tierhaltung umfasst vor allem Schafe und Rinder. Darüber hinaus sind einige Einwohner im Handel tätig, insbesondere im grenzüberschreitenden Handel mit Serbien über den nahe gelegenen Grenzübergang Tabanovce.
Das Dorf verfügt über grundlegende Infrastruktureinrichtungen, darunter Schulen, eine medizinische Einrichtung, Geschäfte und öffentliche Dienstleistungen, die den Bedürfnissen der Bewohner dienen. Einige Bewohner pendeln auch in die nahe gelegene Stadt Kumanovo, um dort zu arbeiten oder weiterführende Bildungsmöglichkeiten zu nutzen.
Kulturelles Erbe und Tourismus:
Vaksince hat eine reiche kulturelle Tradition, die von den Einwohnern gepflegt wird. Die albanische Folklore, Musik und Tänze spielen eine wichtige Rolle im Dorfleben. Traditionelle Feste und Feierlichkeiten werden regelmäßig abgehalten, um die albanische Kultur zu ehren und zu bewahren.
Aufgrund seiner malerischen Umgebung und seiner kulturellen Attraktionen hat Vaksince das Potenzial, ein Anziehungspunkt für den Tourismus zu werden. Besucher können die landschaftliche Schönheit der Region genießen, traditionelle albanische Küche probieren und an kulturellen Veranstaltungen teilnehmen. Das Dorf bietet auch Möglichkeiten für Wanderungen und Erkundungen der umliegenden Natur.

## Geschichte

### Osmanisches Reich, Serbien, Jugoslawien, Nordmazedonien
Vaksince gehörte wie die ganze Region Mazedonien jahrhundertelang zum Osmanischen Reich. Bei dessen Zerfall zu Beginn des 20. Jahrhunderts kam es unter anderem am 28. November 1912 zur Unabhängigkeit Albaniens, im Zuge derer die Mehrheit der Bürger in und um Vaksince für die Zugehörigkeit ihrer Region zu diesem neuen Staat war. Serbien konnte aber bei den Großmächten durchsetzen, dass die albanischen Siedlungsgebiete in Mazedonien größtenteils unter seine Herrschaft kamen, mit ihnen auch Vaksince. Zwischen 1918 und 1991 gehörte Vaksince zu Jugoslawien und seitdem zu Nordmazedonien (bis 2019 Republik Mazedonien).

### Der mazedonisch-albanische Konflikt im Jahr 2001

Lage Vaksinces innerhalb der Konfliktgebiete von 2001

Im Jahr 2001 war Vaksince einer der Schauplätze des Albanischen Aufstandes in Mazedonien. Der Ort erlangte über die Grenzen der Republik Mazedonien hinaus Bekanntheit, weil hier im Mai des Jahres starke bewaffneten Auseinandersetzungen zwischen den albanischen Aufständischen, die der UÇK angehörten, und der mazedonischen Armee stattfanden. Albanische Kämpfer töteten zwei mazedonische Soldaten und nahmen einen dritten in der Nähe des Dorfes gefangen. Die mazedonische Armee griff daraufhin Vaksince mit Kampfhubschraubern und Artilleriefeuer an. Den mazedonischen Truppen gelang es, den Kommandanten der albanischen Aufständischen, Fadil Nimani, zu erschießen. Danach wurde der Beschuss des Ortes eingestellt.
Insgesamt kamen mehrere albanische Zivilisten, zwei UÇK-Kämpfer und mehrere mazedonische Soldaten und Polizisten in den Auseinandersetzungen um Vaksince ums Leben. Die beiden Albaner-Parteien in Mazedonien verurteilten die Aktionen der UÇK und ebenso die Gefährdung albanischer Zivilisten durch den Artilleriebeschuss der Armee.
Vaksince wurde danach, wie auch andere Orte der Region, von den internationalen Missionen der OSZE, NATO und EU intensiv beobachtet. Die mazedonische Armee und Polizei hatte auch nach den Auseinandersetzungen zeitweise keine Kontrolle über Vaksince. Im Herbst 2003 wurde das Dorf erneut von der mazedonischen Armee besetzt.
Bis heute gibt es in der Region viele Albaner, die sich dem Kosovo anschließen wollen. Im September 2007 gab es eine Schießerei zwischen ehemaligen UÇK-Kämpfern und der mazedonischen Polizei. Dabei kamen zwei Personen um, darunter auch der Kommandant der Regionalpolizei.

## Vaksince als symbolischer Ort des albanischen Nationalismus
Seit dem Konflikt des Jahres 2001 gilt Vaksince als ein Symbol des albanischen Widerstandes gegen den nordmazedonischen Staat. 2003 wurde ein Denkmal für den getöteten Fadil Nimani errichtet. 2005 wurde ein Denkmal für Bajram Vaksinca errichtet, der im Jahr 1912 zu den Kämpfern Dervish Caras gehörte, dessen Truppe eine wichtige Rolle bei den Kämpfen um die Unabhängigkeit Albaniens spielten. Am 28. November 2008 – Tag der albanischen Unabhängigkeitserklärung – wurde neben dem Denkmal für Nimani eine 4 m hohe Statue eingeweiht.

## Kultur
Vor dem Krieg wurde in Anwesenheit verschiedener Persönlichkeiten der albanischen Literatur eine Bibliothek eingeweiht.